# Cuevas de Velasco
Cuevas de Velasco es una localidad del municipio conquense de Villar y Velasco, en la Comunidad Autónoma de Castilla-La Mancha (España). 
La iglesia está dedicada a La Asunción.

## Localidades limítrofes
Confina con las siguientes localidades:
- Al norte con La Ventosa.
- Al este con Villar del Saz de Navalón.
- Al sur con Villar del Maestre.
- Al oeste con Castillejo del Romeral.

## Demografía
| Gráfica de evolución demográfica de Cuevas de Velasco entre 1842 y 1970 |
| |
| Población de derecho según los censos de población del INE Población de hecho según los censos de población del INEEntre el censo de 1981 y el anterior, este municipio desaparece porque se integra en el municipio Villar y Velasco |

Evolución de la población
| Gráfica de evolución demográfica de Cuevas de Velasco entre 2000 y 2017 |
|                                                                         |
| Población de derecho (2000-2017) según el padrón municipal del INE      |

## Historia
Así se describe a Cuevas de Velasco en el tomo VII del Diccionario geográfico-estadístico-histórico de España y sus posesiones de Ultramar, obra impulsada por Pascual Madoz a mediados del siglo XIX:

Villa con ayuntamiento en la provincia, partido judicial y diócesis de Cuenca (6 leguas), igual distancia a Huete, a donde corresponde para el pago de contribuciones, audiencia territorial de Albacete (25) y capitanía general de Castilla la Nueva (21); está situada sobre una montaña de difícil acceso, por cuya falda pasa el pequeño río llamado Mayor; le combaten todos los vientos, y disfruta de un clima sano aunque algo frío. Las casas, en número de 200 forman cuerpo de población, unidas y con bastante uniformidad; sus calles son llanas, y aun cuando no están empedradas se conservan muy limpias; la única plaza que se ve es mediana, si bien cuadrada; hay casa de ayuntamiento, cárcel y pósito; una alberguería para pobres transeúntes, escuela de niños dotada del fondo de propios con 24 fanegas de trigo; varias fuentes próximas a la villa, cuyas aguas sólo se aprovechan por su mala calidad para las caballerías y lavar ropa, pues para el uso de las personas se trae de acarreo de otra que se encuentra en el término; tiene una iglesia parroquial bajo la advocación de Nuestra Señora de la Asunción; y por último, un cementerio dentro de la población, que como es de presumir, perjudica extraordinariamente a la salud de sus vecinos. Su término confina al E con el de Villar del Saz de Navalón, 1 legua; por el O con el de Castillejo del Romeral (1); por el S con el de Villar del Maestre (1/2), y por el N con el de la Ventosa (1 ¼); casi todo él es montuoso y se extiende de S a N ¾ de legua, y de E a O 1; mas a pesar de la escabrosidad tiene una buena vega, la cual fertiliza el pequeño río Mayor que corre de E a O, es de curso perenne y sus aguas dan impulso a un molino harinero, que antes fue de los propios y hoy día de dominio particular. El terreno es de la naturaleza que dejamos descrito anteriormente. Los caminos son locales, y tanto estos como varias veredas que se encuentran, se hallan en malísimo estado. La correspondencia se recibe de la villa de Huete. Las producciones son toda clase de cereales y algunas legumbres, como patatas y judías, cogiéndose de aquellas gran cantidad que los naturales venden en Cuenca. Industria: además del molino harinero que dejamos nombrado, se ejerce con 12 telares, en los que se fabrica lienzo inferior, y cuyas primeras materias se importan de Huete y Almonacid. Población: 122 vecinos, 480 almas. Capital productivo: 1.543.500 reales. Imponible: 77.175. El presupuesto municipal asciende a 1.900 reales, y se cubre con el arriendo de un horno de pan, taberna, posada y censo que cobra de 360 reales de réditos del molino harinero.
Diccionario geográfico-estadístico-histórico de España y sus posesiones de Ultramar